# Överkragning

Principen för överkragning.

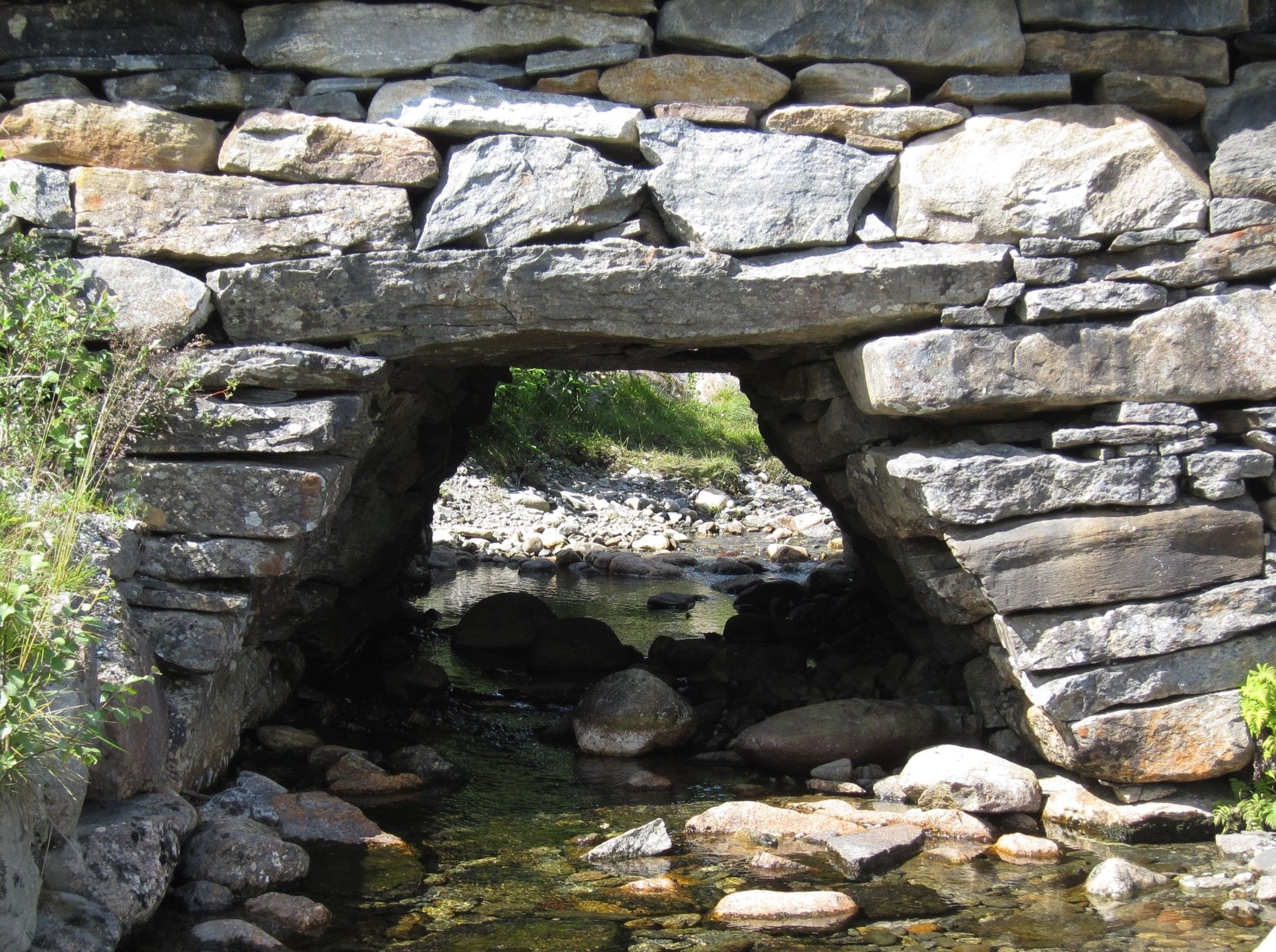
Överkragad valvbåge i Horndøla bro i Hornindal, Norge.

Överkragning är horisontella stenskift som gradvis skjuter ut över varandra som en konsolbåge eller för att forma ett primitivt slags valvbåge, valv eller kupol.